# Bentivegna Bentivegni
Bentivegna Bentivegni o Bentivenga Bentivenghi (Acquasparta, c. 1230 - Todi, 25 de marzo de 1289) fue un religioso franciscano y cardenal italiano. 
Profeso en la Orden de Frailes Menores y maestro en teología, fue rector del hospital de la Caridad de Todi, custodio de su orden en la provincia de Umbría, capellán del cardenal István Báncsa y confesor de Giovanni Gaetano Orsini. Algunos autores lo mencionan también como auditor del Tribunal de la Rota Romana. 
Consagrado obispo de Todi en 1276, renunció al episcopado en favor de su hermano Angelario cuando su íntimo amigo Orsini, ya como papa Nicolás III, le creó cardenal obispo de Albano en el consistorio del 12 de marzo de 1278. Penitenciario mayor desde 1279, participó en el cónclave de 1280-81 en que fue elegido papa Martín IV y en el de 1285 en que salió Honorio IV; muerto el cardenal Ordoño Álvarez este mismo año, Bentivenghi le sucedió como Decano del Colegio Cardenalicio, en cuya dignidad presidió el cónclave de 1287-88 en que fue elegido Nicolás IV. 
Fallecido en Todi el año siguiente, fue sepultado en la iglesia franciscana de San Fortunato de dicha ciudad. Dejó escritos un tratado sobre teología y varios sermones, todos inéditos. 